# 伊藤えん魔
伊藤 えん魔（いとう えんま、3月1日 - ）は、日本の俳優、声優。大阪府出身。近畿大学卒業。タレントとしてはフリー。伊藤えん魔プロデュース：ファントマ主宰。ジョーカーハウス主宰。元KHT（これっきりハイテンションシアター）代表。

## 人物
ハードボイルドとギャグを融合したエンターテインメント演劇企画「伊藤えん魔プロデュース」主宰。

母体は劇団「ファントマ」。すべての作品の作・演出を手がける。

巨体に似合わぬ機敏な動きと低音を操る軽妙な語り口。

シュールなネタや妖しい人物をやらせれば比類なき関西小劇場界の怪優。

ミュージシャン：ギタリスト、ベーシストとしてLIVE活動も活発。

高校・大学を通しラグビー部に所属、ベンチプレス競技では160kg〜の記録を持つ。

特技はモノマネ：

中尾彬、滝口順平、中島らも、竹内力、ボビーオロゴン、

一人スターウォーズ（ヨーダ、チューバッカ、ダースベイダー他）

朝日放送にレギュラーラジオ番組『伊藤えん魔のAMam』。ぴあ「えん魔様に懺悔なさい！」、

サンケイ新聞「断」、「顔出し道場」など、数本のコラム連載。

MBSオーサカキング、リーガロイヤルホテル・ミステリー、百物語（一心寺恐怖百物語）、他、

バラエティ・イベントの仕掛人でもある。

近年はドラマシティプロデュースのアカペラミュージカル、ハロプロ企画の劇団ゲキハロ、

専門学校講師としてアニ☆ゆめ、アミューズメントメディア総合学院の作演出を手がけている。

怪談語りとしても活動：怪談グランプリ2012準優勝、怪談グランプリ2018チャンピオン大会選抜メンバー。

おちゅーんLIVE：OKOWA2018、OKOWA2020「大阪闘争ブロック1位」、実話怪談倶楽部「MVK 2度受賞」、フジテレビ ONE TWO NEXT、ハード怖 HARD-OKOWAタイトルマッチ第９代チャンピオン、他、多くの企画から招聘。

youtubeにて「お助け片付け企画 / 片付けの魔王」動画などをバラエティ企画を配信中。

## 出演

### 舞台
ファントマ
- 2007年まで自劇団、外部とも多数 / 脚本・演出・出演
- イエス斬り捨て（2008年、あうるすぽっと / ABCホール）脚本・演出・出演
- ジョリー・ロジャー（2009年、サンシャイン劇場 / シアター・ドラマシティ）脚本・演出・出

伊藤えん魔プロデュース   
- 悪いヒトたち。（2009年6月18日 - 22日、ABCホール）脚本・演出・出演
- 負け犬イレブン（2009年10月11日 - 15日、ABCホール）脚本・演出・出演
- モテハン・オンライン（2009年6月1日 - 5日、ABCホール）脚本・演出・出演
- 惑星ボーイズ（2010年10月4日 - 10日、ABCホール）脚本・演A出・出演
- サイボーグ侍（2011年2月11日 - 14日、ABCホール）脚本・演出・出演
- 蒲田行進曲（2011年10月1日 - 3日、シアターKASSAI、ABCホール）脚本・演出・出演
- ビリィ・ザ・キッド（2012年2月23日 - 27日、ABCホール）脚本・演出・出演
- ロミオとジュリエット（2012年12月24日 - 28日、ABCホール）脚本・演出・出演
- オズの魔法使い（2013年10月21日 - 25日、ABCホール）脚本・演出・出演
- CHESS（2013年11月1日 - 4日、ABCホール）脚本・演出・出演
- コロニー（2014年5月30日 - 6月2日、近鉄アート館）脚本・演出・出演
- 百鬼繚乱（2014年10月10日 - 13日、ABCホール）脚本・演出・出演
- 運命の子供（2015年6月26日 - 28日、近鉄アート館）脚本・演出・出演
- ジョリー・ロジャー（2015年11月2日 - 6日、近鉄アート館）脚本・演出・出演
- 兄貴歌・アニソン！（2016年3月1日 - 3日、近鉄アート館）脚本・演出・出演
- ダーウィンの城（2016年10月8日 - 11日、近鉄アート館）脚本・演出・出演
- アニソン・ヴィランズ（2017年3月18日 - 20日、近鉄アート館）脚本・演出・出演
- イカロス戦記（2017年11月2日 - 6日、近鉄アート館）脚本・演出・出演
- アニソン　アベンジャーズ（2018年3月21日 - 23日、近鉄アート館）脚本・演出・出演
- STAND ALONE（2018年10月28日 - 11月21日、近鉄アート館）脚本・演出・出演
- 超ソロバトル（2019年1月22日 - 24日、ファントマ・スタジオ）脚本・演出・出演
- 魔界プルガトリオ（2019年11月1日 - 4日、近鉄アート館）脚本・演出・出演
- アビー（2021年3月28日 - 29日、近鉄アート館）脚本・演出・出演

ジョーカーハウス
- 不思議の国のアリス（2014年9月4日 - 7日、シアターKASSAI）脚本・演出
- ロミオとジュリエット（2015年3月26日 - 29日、シアターKASSAI）脚本・演出
- 運命の子供（2016年2月4日 - 7日、シアターKASSAI）脚本・演出
- 英雄コレクション（2016年7月21日 - 24日、サモールスタジオ）脚本・演出
- オズの魔法使い（2017年1月19日 - 22日、サモールスタジオ）脚本・演出
- ジョリー・ロジャー（2017年6月29日 - 7月2日、シアターKASSAI）脚本・演出
- イカロス戦記（2018年1月19日 - 22日、シアターKASSAI）脚本・演出
- 百鬼繚乱（2018年7月19日 - 22日、シアターKASSAI）脚本・演出
- STAND ALONE（2019年1月20日 - 24日、シアターKASSAI）脚本・演出
- サイバーリベリオン（2019年8月30日 - 9月3日、シアターKASSAI）脚本・演出

百物語（毎年8月中旬開催）構成・脚本・演出・出演
- 百物語（毎年8月中旬、in→dependent theatre：一心寺シアター倶楽）構成・脚本・演出・出演
- 「憂鬱な夜」（1995年8月11日 - 8月14日、一心寺シアター倶楽）
- 「まことに遺憾に存じます」（1996年8月11日 - 8月14日、一心寺シアター倶楽）
- 「地獄一景」（1997年8月16日 - 8月18日、一心寺シアター倶楽）
- 「うしろの一太郎　ver7.1」（1998年8月13日 - 8月15日、一心寺シアター倶楽）
- 「人体模型の夜」（1999年8月13日 - 8月15日、一心寺シアター倶楽）
- 「プチ百物語」（2000年8月13日 - 8月15日、カラビンカ）
- 「電脳百物語」（2002年8月10日 - 8月12日、一心寺シアター倶楽）
- 「悪魔を哀れむ歌」（2003年8月13日 - 8月15日、一心寺シアター倶楽）
- 「うしろの正面だぁれ？」（2004年8月13日 - 8月15日、一心寺シアター倶楽）
- 「挽歌」（2005年8月13日 - 8月15日、一心寺シアター倶楽）
- 「悪夢罠」（2006年8月12日 - 8月14日、一心寺シアター倶楽）
- 「四谷怪談アギト」（2007年8月12日 - 8月14日、一心寺シアター倶楽）
- 「たちけて」（2008年8月14日 - 8月17日、一心寺シアター倶楽）
- 「小泉八雲綺談」（2009年8月14日 - 8月16日、一心寺シアター倶楽）
- 「生き人形」（2010年8月13日 - 8月15日、一心寺シアター倶楽）
- 「手鏡」（2011年8月13日 - 8月15日、一心寺シアター倶楽）
- 「家」（2012年8月17日 - 8月31日、in→dependent theatre2：シアターKASSAI）
- 「羅生門オムニバス」（2013年8月16日 - 8月18日、in→dependent theatre2）
- 「いわゆる女の霊」（2014年8月15日 - 8月17日、in→dependent theatre2）
- 「例少女怪談劇」（2015年8月14日 - 8月16日、in→dependent theatre2）
- 「幸せゾンビーガール」（2016年8月12日 - 8月14日、in→dependent theatre2）
- 「アイアム ア ヒロイン」（2017年8月11日 - 8月13日、in→dependent theatre2）
- 「不死女」（2018年8月10日 - 8月12日、in→dependent theatre2）
- 「転化」（2019年8月9日 - 8月11日、in→dependent theatre2）
- 「怪談コレクション」（2020年8月13日 - 8月15日、ファントマ上本町スタジオ

その他
- Drama City Produce「Zi-PANG!!」（2006年9月、シアター・ドラマシティ / 2006年10月、博品館劇場）脚本・演出・出演
- 劇団ゲキハロ第3回公演「リバース! 〜私の体どこですか?」（2007年11月、サンシャイン劇場）脚本・演出・出演（主演：Berryz工房）
- Kitty Film presents「ソラオの世界」（2009年5月、萬劇場）
- ホリプロ「リプシンカ」（2011年10月、新宿シアターサンモール）
- AMGプロジェクト「アニ☆ゆめ」「プリ☆グラ」「オズの魔使い」「不思議の国のアリス」（2010年 - 2015年 、メルパルクホール）
- 心優しきマカーサート（2016年1月20日、IMPホール）脚本・演出・出演
- ALICE IN DEADLY SCHOOL（2017年1月20日、芸術創造館）演出
- ジョリー・ロジャー（2018年10月、Mシアター）演出
- ハイスクールチルドレン（2019年5月4日、JOY SOUNDHALL）脚本・演出
- TRUMP（2019年6月1 - 10日、シアターKASSAI）演出

### 映画
- 難波金融伝ミナミの帝王 37「土俵際の伝説」 - 柿本役
- パーマネント野ばら - 高浜役
- 恋する彼女、西へ。 - 極道者役
- ラーメン99
- S侍
- 新怪談 裸女大虐殺・化け猫魔界少女拳
- ○暴株式会社

### テレビドラマ・バラエティ
- テレビのつぼ（毎日放送）
- 幕末高校生（1994年、フジテレビ）
- 快刀!夢一座七変化 第15話「討入炎上! 顔のない殺人者!!」（テレビ朝日・東映）
- 連続テレビ小説（NHK大阪制作分）
  - あすか（1999年 - 2000年）- やくざ組長 役
  - ほんまもん（2001年 - 2002年）
  - 芋たこなんきん（2006年 - 2007年） - 音楽団長 役
  - だんだん 第113回（2008年 - 2009年） - キャバレー客 役
  - ウェルかめ（2009年 - 2010年） - 花山印刷社長 役
  - ごちそうさん（2013年 - 2014年） - 農学部博士 役
  - マッサン（2014年 - 2015年） - 篠田信介（信ちゃん） 役
  - ブギウギ（2023年 - 2024年） - 四条 役
- 土曜ワイド劇場「事件記者冴子の殺人スクープ4 ナース白衣を着せられて殺された3人の女!」（2003年11月1日、テレビ朝日）
- 夢縁坂骨董店（2005年、朝日放送）
- よろず刑事（2006年、朝日放送） - 灰枝 役
  - 第3話の脚本も担当。
- 学問ノススメ 第1話・第4話・第7話（2007年、朝日放送）
- 鞍馬天狗（2008年、NHK）
- 世にも奇妙な物語 秋の特別編（2008年9月、フジテレビ）
- ミステリードラマ「安楽椅子探偵と忘却の岬」（2008年10月3日・10日、朝日放送）
- メイド刑事（2009年、テレビ朝日）
- テレビ大阪 特別ドラマ「星降る町のわすれもの」（2010年3月22日、テレビ大阪） - 石井 役
- 新・ミナミの帝王2（2011年、KTV） - 小畑弁護士 役（レギュラー）
- 東野圭吾「エンドレスナイト」（2012年、テレビ朝日）
- 怪談グランプリ（2012年8月、関西テレビ）
- 土曜ワイド劇場「天才刑事・野呂盆六8 見知らぬ他人〜悪女の完全犯罪!」（2013年8月10日、朝日放送） - 浪速豪三 役
- 役者バンザイ（2014年9月、朝日放送）
- ほんじゃに（2015年2月、関西テレビ）
- 炎上BASE（2015年2月、関西テレビ）
- 月曜名作劇場「赤かぶ検事奮戦記6」（2016年11月28日、TBS） - 松岡敏夫 役
- 雲霧仁左衛門（2017年9月、NHK総合）
- 怪談グランプリ（2018年8月、関西テレビ）
- 不惑のスクラム（2018年9月 - 10月、NHK総合） - 綱山剛夫 役
- 実話怪談倶楽部（フジテレビ ONE・NEXT）（2019年4月 - 2020年12月フジテレビジョン）
- 初耳怪談（初耳ショート怪談枠で随時：テレビ大阪）

### ラジオ
- 伊藤えん魔のAMam（ABCラジオ、レギュラー番組）
- 電脳百物語（ABCラジオ、レギュラー番組）
- ねじれの時間（ABCラジオ）
- ドラマの風（MBSラジオ）
- アミュージックモーニング（FM802）
- Story for two（KISS FM）
- dorama8（KISS FM）
- 伊藤えん魔のハードボイルド談義（U-SEM）
- 世界怪奇現象（U-SEM）
- 殺人鬼ファイル（U-SEM）
- 青春アドベンチャー（NHK-FM）
  - 「ダイナー」（2017年2月25日 - 3月8日）[2]
  - 「バスタイム」（2020年10月9日）[2]
  - 「UFOはもう来ない」（2021年7月11日）[2]

### ゲーム
- PSYCHIC DETECTIVE SERIESvol.4 Orgel「オルゴール」（1993年、影藤秀郷）
- 風雲スーパータッグバトル（1996年、ジャズウ）
- サムライスピリッツ 天草降臨（1996年、壬無月斬紅郎）
- 幕末浪漫 月華の剣士（1997年、直衛示源）
- 幕末浪漫第二幕 月華の剣士 〜月に咲く華、散りゆく花〜（1998年、直衛示源）
- サムライスピリッツ新章 ～剣客異聞録 甦りし蒼紅の刃～（1999年、つむじ風の臥龍、無限示）
- ザ・キング・オブ・ファイターズXI（2005年、ジャズウ）
- 共闘ことばRPG コトダマン（2019年、壬無月斬紅郎[3]）

### テレビCM・声優・ナレーション
- ミズノスポーツ
- ノーベル製菓 - トドクロちゃん
- 姫路セントラルパーク - ひめせん（2017年 - 、イメージキャラクター）
- HONDA - オデッセイ
- round-1
- NTTタウワーク
- アストラゼネカ 呑酸劇場
- 駿台予備校
- NOVA
- ロート
- パナソニック
- トヨタ - カムリ
- ヤンマー eeNaシリーズ
- NEC C&Cプラザ
- 象印
- ハウステンボス
- 日清 - チキンラーメン ピヨコちゃん